# Konsthantverk från Java och Kina
Konsthantverk från Java och Kina var en utställning som arrangerades av Konsthantverkarnes Gille i april 1915. Den visades på Konstnärshuset i Stockholm och innehöll bland annat batik, metallslöjd, flätverk och läderarbeten från Asien. Föremålen lånades in från Riksmuseets Etnografiska avdelning samt från botanisten Thorild Wulff och flera andra privata samlare.
Konsthistorikern Arvid Bæckström anmälde utställningen i Svenska Slöjdföreningens Tidskrift 1915.